# Alcea longipedicellata
Alcea longipedicellata är en malvaväxtart som beskrevs av Rilke. Alcea longipedicellata ingår i släktet stockrosor, och familjen malvaväxter. Inga underarter finns listade i Catalogue of Life.